# Englands sociala struktur 1750–1815
Englands sociala struktur 1750–1815 präglades av ett samhälle där de skrankor som skiljde samhällsklasserna åt var överbryggbara. Det fanns inga stånd med i lagen fastställda privilegier. Den sociala rörligheten fanns men var mycket långsam; det gick att nå de högre klasserna fast det var mycket svårt och blev under perioden svårare, inte lättare. Fluktuationer i inkomst och status följde livscykeln och det var lika lätt att sjunka nedåt på samhällsstegen som att stiga uppåt. Klasskamp i marxistisk mening existerade inte, därför att samhällets konfliktlinjer inte ägde rum mellan jordägare, kapitalister eller arbetare utan mellan olika samfund, näringsgrenar och konkurrerande yrken. Intressegrupper var viktigare än klass. Klassen var därför inte heller det som människorna i första hand identifierade sig med. Identifikationen uttrycktes i stället i form av respekt, lojalitet, yrke och familj.

## Högsta klassen: Aristokratin

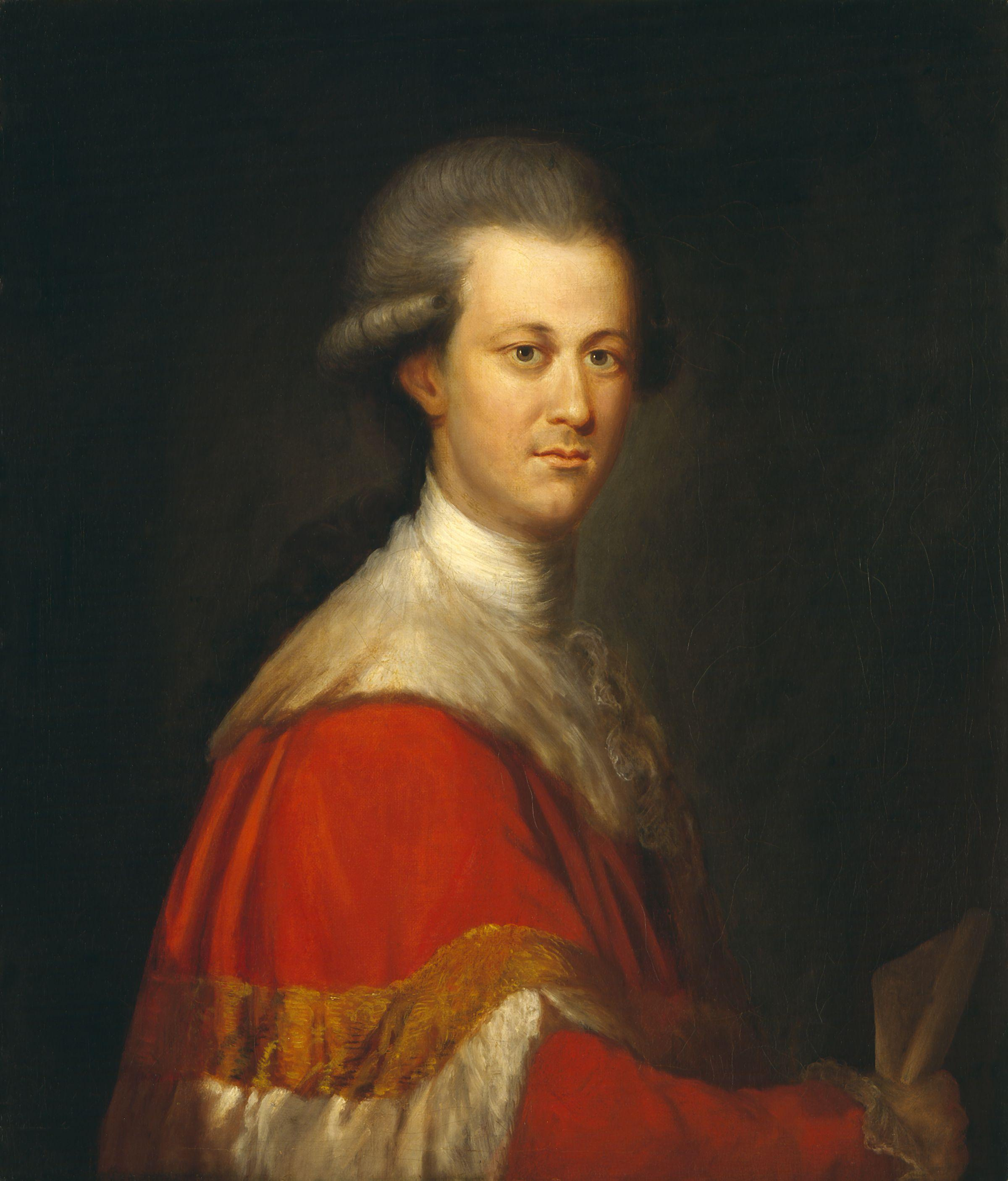
Thomas Lyttleton efterträdde sin far som baron Lyttleton. Hans far vilken tillhört gentryn hade erhållit ett pärskap för sina insatser som whigpolitiker.

Den engelska adeln utgjorde en mycket liten och mycket sluten krets. Adelskapets privilegier tillkom endast ättens äldste manlige medlem i primogenitur, dvs som satt i överhuset och hade pärsvärdighet (Lord). Alla övriga i familjen, lordens hustru, hans äldste son och övriga barn var ofrälse. Adelsprivilegierna var också mycket begränsade; säte i överhuset och förmånen att få rannsakas där vid misstanke om brott. Adeln betalade skatt som alla andra. I gengäld var aristokraterna mycket rika, ägde stora delar av Englands jord och gynnades av en arvslagstiftning med förstfödslorätt vilken höll ihop egendomen genom att äldste sonen ärvde allt. Den engelska aristokratin var i högsta grad kommersiellt inriktad. Stora fastighetskomplex i London ägdes av adeln. Man gjorde de även stora kapitalinvesteringar i statsobligationer, Bank of England och i de stora handelskompanierna. Som stora jordägare gav den engelska lagstiftningen dem även kontroll över gruvnäringen. Politiska ämbeten var även viktiga både för inkomsterna och för att skydda sin maktställning. Makten användes bland annat till att ge civila ämbeten inom staten, armén, flottan och kyrkan till yngre söner vilka inte fick ärva.
| Yrke eller titel  | Antal hushåll | Medelinkomst per år £ |
| ----------------- | ------------- | --------------------- |
| Monarken          | 1             | 200,000               |
| Världsliga lorder | 287           | 8,000                 |
| Andliga lorder    | 26            | 8,000                 |
| Summa             | 314           | -                     |

1. ↑  Inkomstvärdet av £8,000 motsvarar £7,777,000 år 2013.

Tabellen är baserad på 1801 års folkräkning.
- Källa: [3]

## Andra klassen: Landed gentry

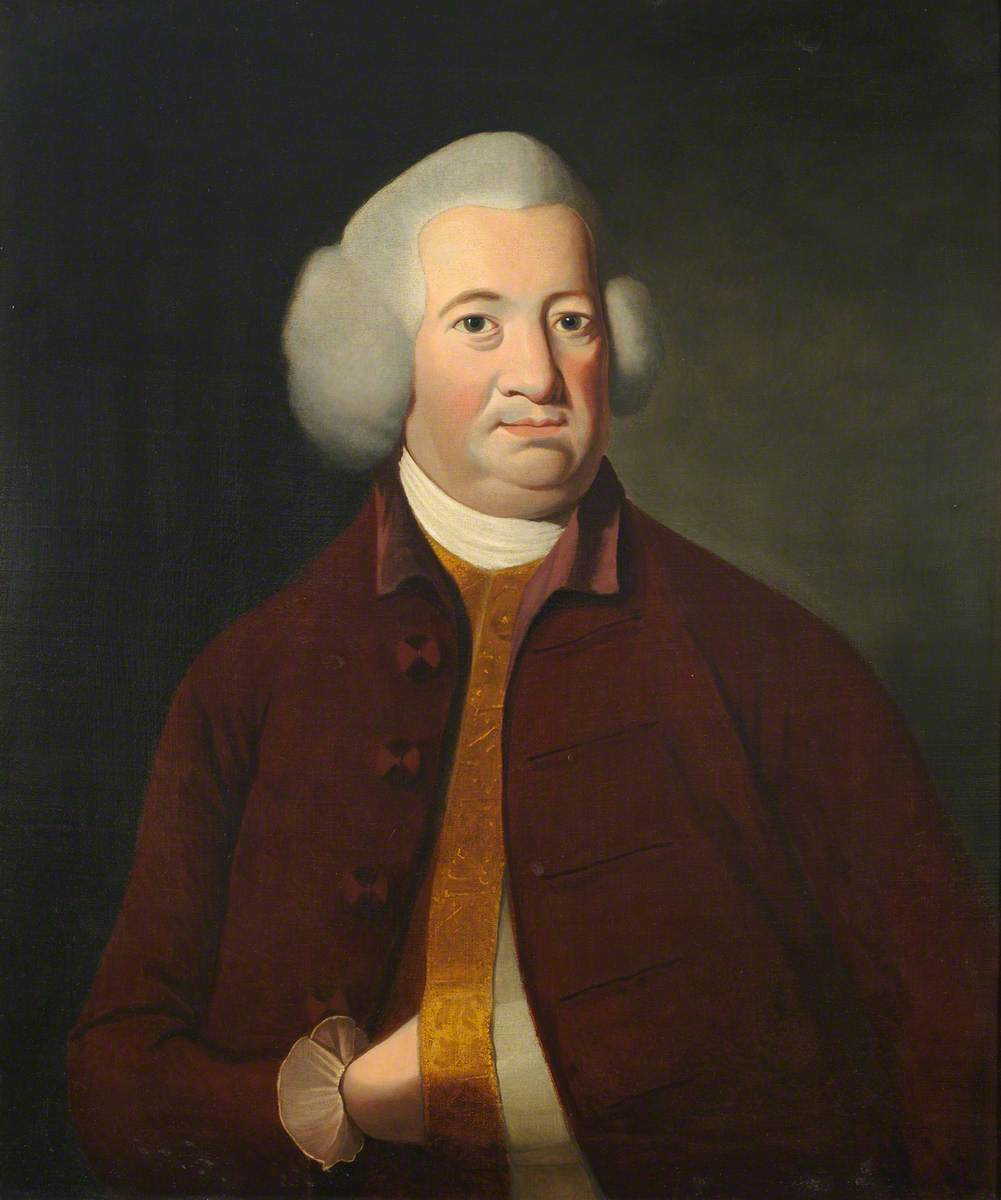
Thomas Fanshawe (1721-1797), en engelsk gentleman och jordägare.

Nedanför aristokratin fanns landed gentry, jordägare som inte själva behövde bruka jorden. Det fanns i England ingen motsvarighet till den kontinentala fattigadeln utan alla i denna klass kunde leva ett gott liv, särskilt om de använde inkomsterna från jordräntorna till kommersiella kapitalinvesteringar. Bland dessa fanns 80-100 stora jordägare som ägde 10 000 acres eller mer. Alla i gentryn var gentlemän i den meningen att de inte behövde ägna sig åt kroppsarbete och att de hade en gemensam livsstil med en starkt utvecklad känsla för heder och ära. Bland dem kunde finnas mycket stora jordägare med stora personliga förmögenheter vilka inte var adlade. Klassen växte ständigt genom att företagare, köpmän, bankirer och fabrikörer investerade vinsterna från sina kapitalistiska verksamheter i jord som ett sätt att förbättra sin sociala status.
| Yrke eller titel | Antal hushåll | Medelinkomst per år £ |
| ---------------- | ------------- | --------------------- |
| Baronets         | 540           | 3,000                 |
| Knights          | 350           | 1,500                 |
| Esquires         | 6,000         | 1,500                 |
| Gentlemän        | 20,000        | 700                   |
| Summa            | 27,000        | -                     |

1. ↑  Inkomstvärdet av £1,500 motsvarar £1,458,000 år 2013.

Tabellen är baserad på 1801 års folkräkning 
- Källa: [3]

## Tredje klassen: Övre medelklass

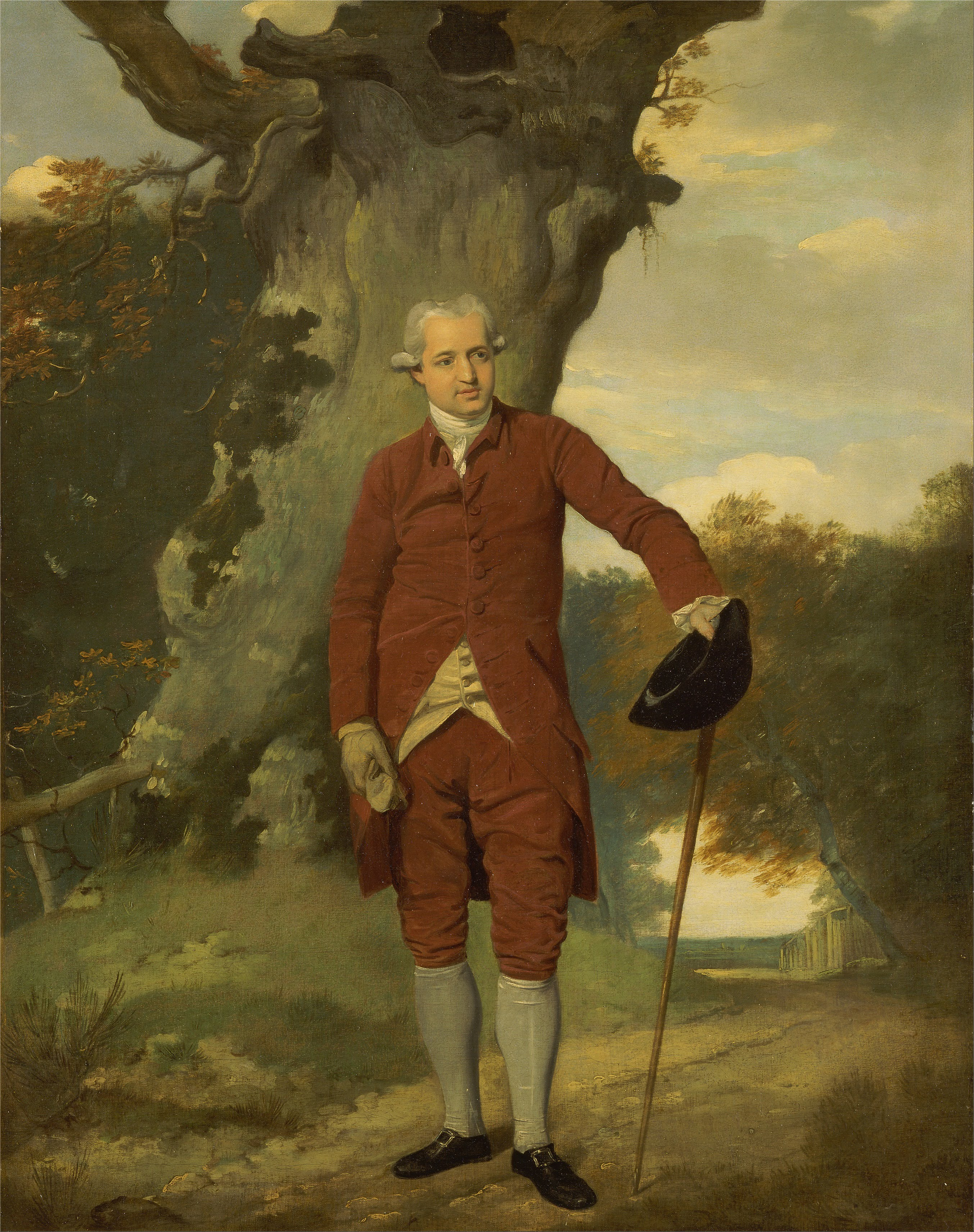
David Barclay, bankir, bryggare, kväkare.

England var - vid sidan av Nederländerna - unikt genom den stora medelklass som fanns. Under sjuttonhundratalet frigjorde sig medelklassen från den klientekonomi som tidigare existerat; då man var beroende av de högre klassernas lyxkonsumtion för sina inkomster. Framgångsrika medelklassmänniskor strävade efter att höja sig till gentryns nivå genom att köpa jordegendomar. Ett annat sätt för rika köpmän att höja sina arvingars sociala status var genom att gifta bort sina döttrar med någon ur aristokratin vars ätt behövde en kapitalinjektion. Det högsta skiktet inom medelklassen hölls samman genom ingiften och gemensamma investeringar. Någon politisk klassgemenskap fanns inte. De korporationer och intressegrupperingar som fanns hade bara den egna lilla gruppens väl som mål.
| Yrke eller titel                   | Antal hushåll | Medelinkomst per år £ |
| ---------------------------------- | ------------- | --------------------- |
| Framstående köpmän, bankirer m.fl. | 2,000         | 2,600                 |
| Betydande ämbetsmän                | 2,000         | 800                   |
| Utrikes köpmän                     | 13,000        | 800                   |
| Grosshandlare                      | 500           | 800                   |
| Fabriksidkare                      | 25,000        | 800                   |
| Varvsägare                         | 300           | 700                   |
| Universitets- och gymnasielärare   | 500           | 600                   |
| Högre prästerskap                  | 1,000         | 500                   |
| Redare                             | 5,000         | 500                   |
| Dårhusföreståndare                 | 40            | 500                   |
| Summa                              | 39,000        | -                     |

1. ↑  Inkomstvärdet av £800 motsvarar £777,700 år 2013.

Tabellen är baserad på 1801 års folkräkning.
- Källa: [3]

## Fjärde klassen: Medelklass

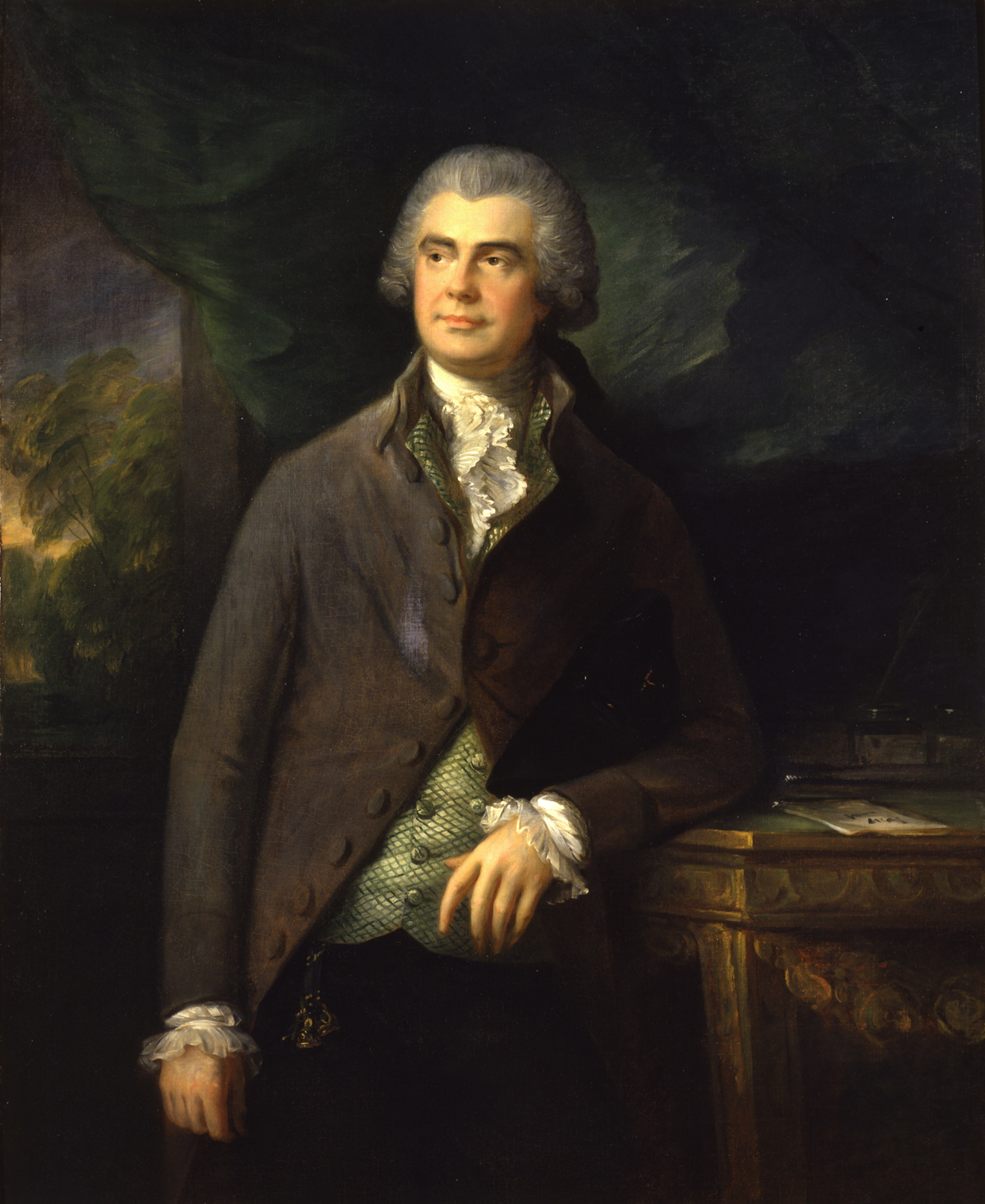
Richard Warren var en framstående societsläkare i London i slutet på sjuttonhundratalet.

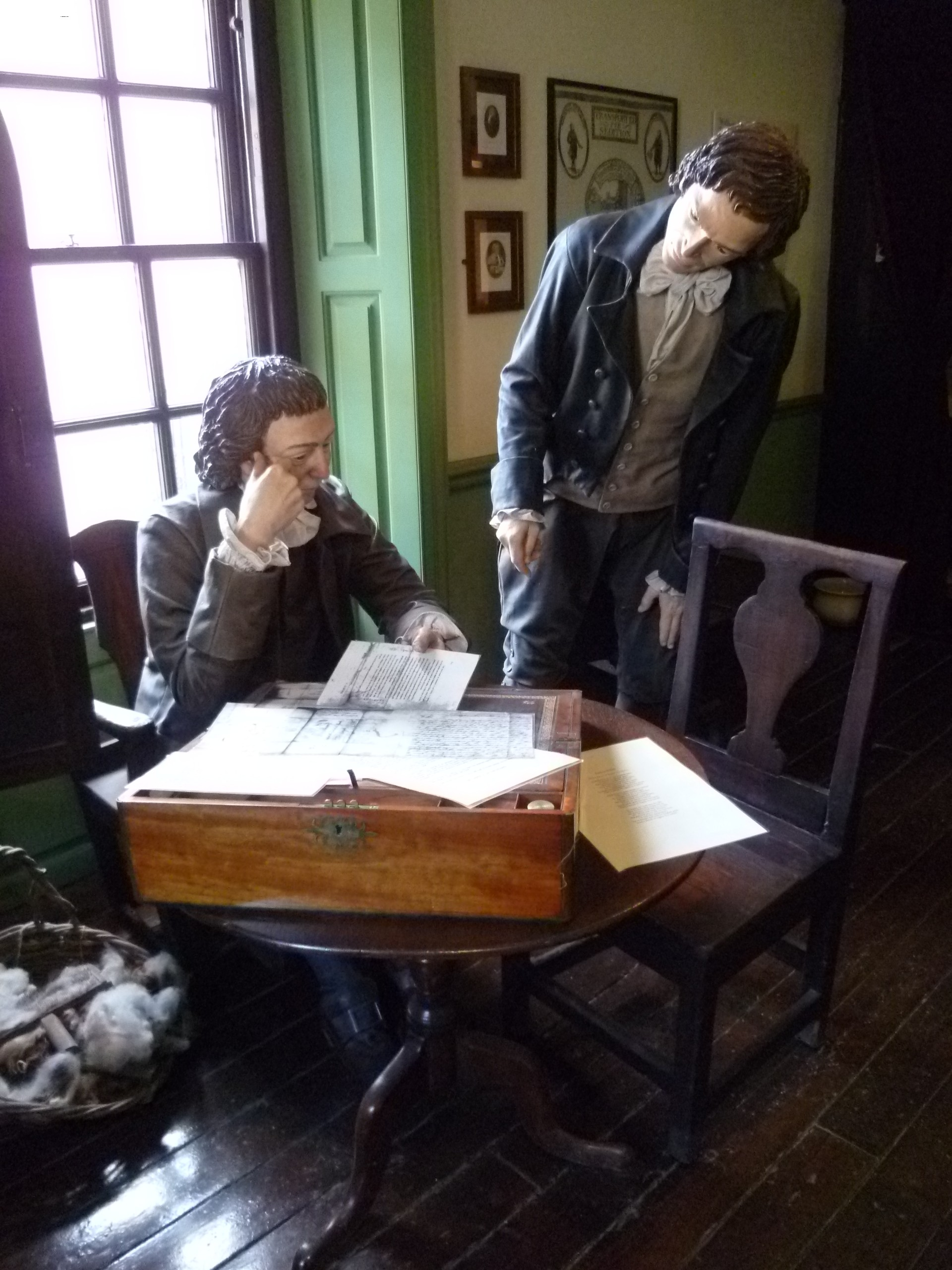
En välbeställd arrendator i sitt kontor.

Den engelska medelklassen gjorde den engelska ekonomin unik. Redan innan den industriella revolutionen hade landet en blomstrande ekonomi baserad på handlare och manufakturister vars egen efterfrågan utgjorde den ekonomiska drivkraften i samhället. De självägande lantbrukarna (yeomen) däremot, var en grupp som under slutet av sjuttonhundratalet fick allt svårare att upprätthålla sin traditionella levnadsstandard och sociala status. Arrendatorerna (farmers) vilka stod för det engelska lantbrukets utveckling under denna period fick däremot högre levnadsstandard och bättre social status. 75 % av Englands jordbruksmarker brukades av arrendatorer och de gynnades av att de stora jordägarna gärna arrenderade ut stora egendomar - 500-600 acres - till driftiga arrendatorer på fördelaktiga villkor.  Tillträde till de flesta medelklassprofessioner gick inte över en formell utbildning utan via lärlingskap.  Läkare och präster måste ha en akademisk examen, men kirurger, apotekare, advokater, arkitekter, ingenjörer och lägre ämbetsmän nådde sina positioner genom praktiskt lärande.
| Yrke eller titel                                      | Antal hushåll | Medelinkomst per år £ |
| ----------------------------------------------------- | ------------- | --------------------- |
| Jurister                                              | 11,000        | 350                   |
| Läkare och andra fria utövare av professioner         | 16,300        | 260                   |
| Lägre ämbetsmän                                       | 10,500        | 200                   |
| Respektabla självägande lantbrukare                   | 40,000        | 200                   |
| Byggmästare, ingenjörer, lantmätare                   | 5,000         | 200                   |
| Teaterdirektörer, skådespelare                        | 1,000         | 200                   |
| Handlare                                              | 74,500        | 150                   |
| Manufakturister                                       | 25,000        | 150                   |
| Privatskoleföreståndare                               | 20,000        | 150                   |
| Sjöofficerare, marinkårsofficerare, marinläkare m.fl. | 7,000         | 149                   |
| Arméofficerare, fältläkare m.fl.                      | 13,064        | 139                   |
| Lägre prästerskap                                     | 10,000        | 120                   |
| Frikyrkopastorer och predikanter                      | 2,500         | 120                   |
| Arrendatorer                                          | 160,000       | 120                   |
| Reformerade officerare                                | 4,015         | 45                    |
| Summa                                                 | 400,000       | -                     |

1. ↑  Inkomstvärdet av £200 motsvarar £194,400 år 2013.

Tabellen är baserad på 1801 års folkräkning.
- Källa: [3] [8]

## Femte klassen: Lägre medelklass

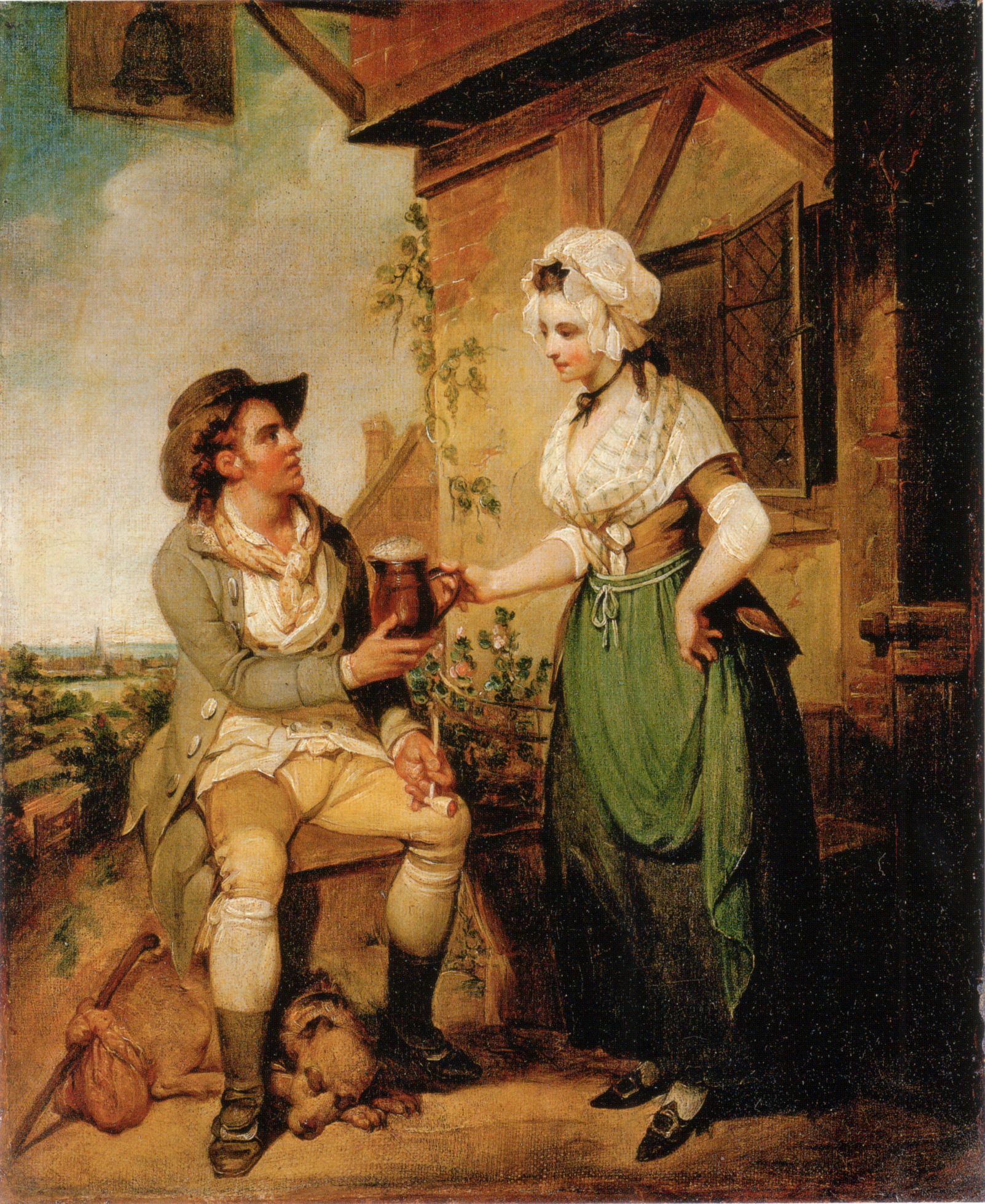
Denna idealiserade framställning kan illustrera både den engelska landsbygdens krogar och dess mer välbeställda kunder.

De mindre självägande lantbrukarna, till vilka inte bara hörde yeomen utan även landbor med ständig åborätt (copyholders), fick det allt svårare under denna tid därför att de saknade möjlighet att konkurrera med det allt kapitalintensivare jordbruk som lantbruksarrendatorerna bedrev.
| Yrke eller titel               | Antal hushåll | Medelinkomst per år £ |
| ------------------------------ | ------------- | --------------------- |
| Värdshusvärdar och krögare     | 50,000        | 100                   |
| Mindre självägande lantbrukare | 120,000       | 90                    |
| Bokhållare, handelsbiträden    | 60,000        | 75                    |
| Summa                          | 230,000       | -                     |

1. ↑  Inkomstvärdet av £90 motsvarar £87,490 år 2013.

Tabellen är baserad på 1801 års folkräkning.
- Källa: [3] [8]

## Sjätte klassen: Arbetare

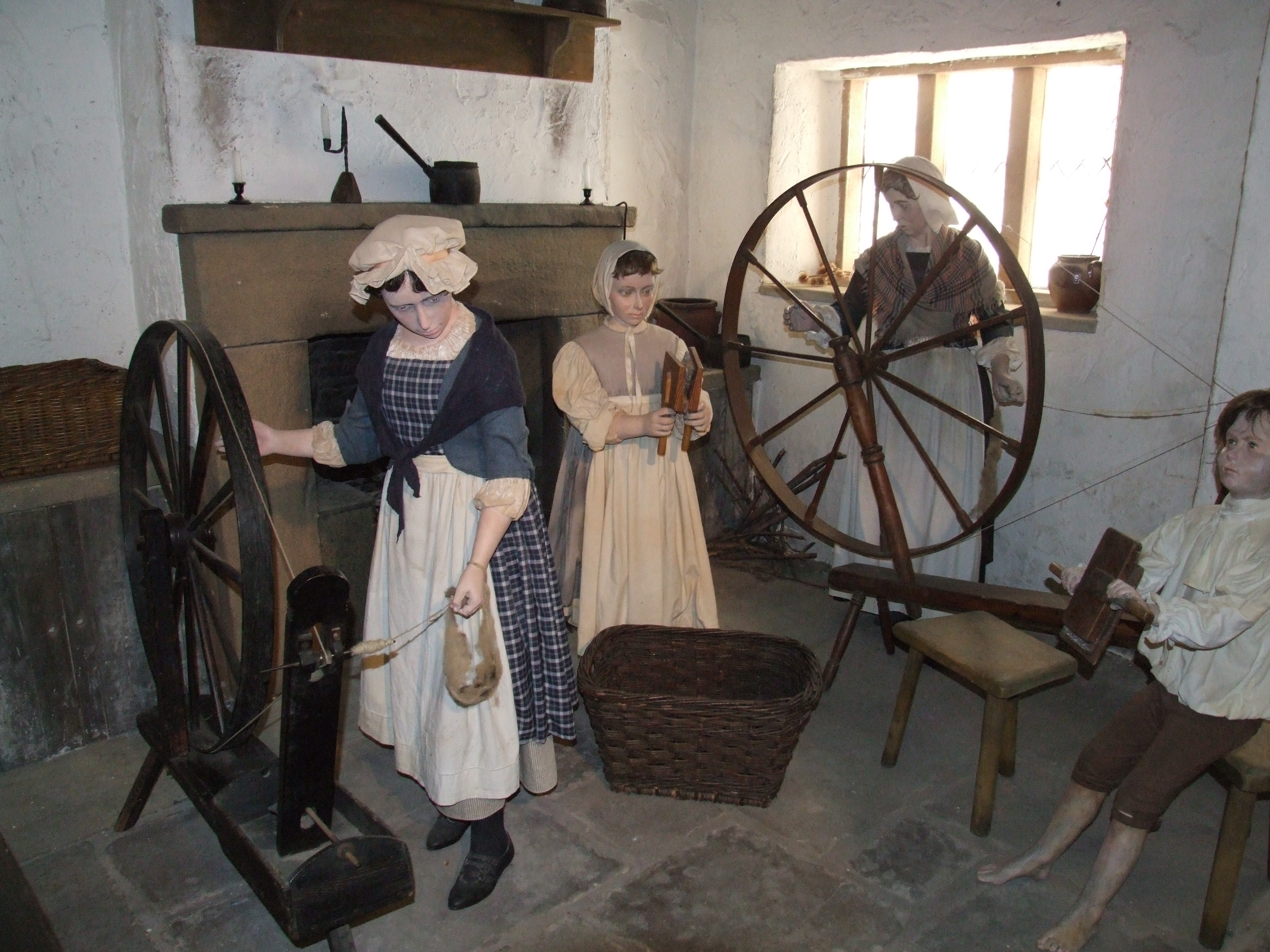
Hela familjen deltog i förlagssystemets textiltillverkning med kardning, spinning och vävning.

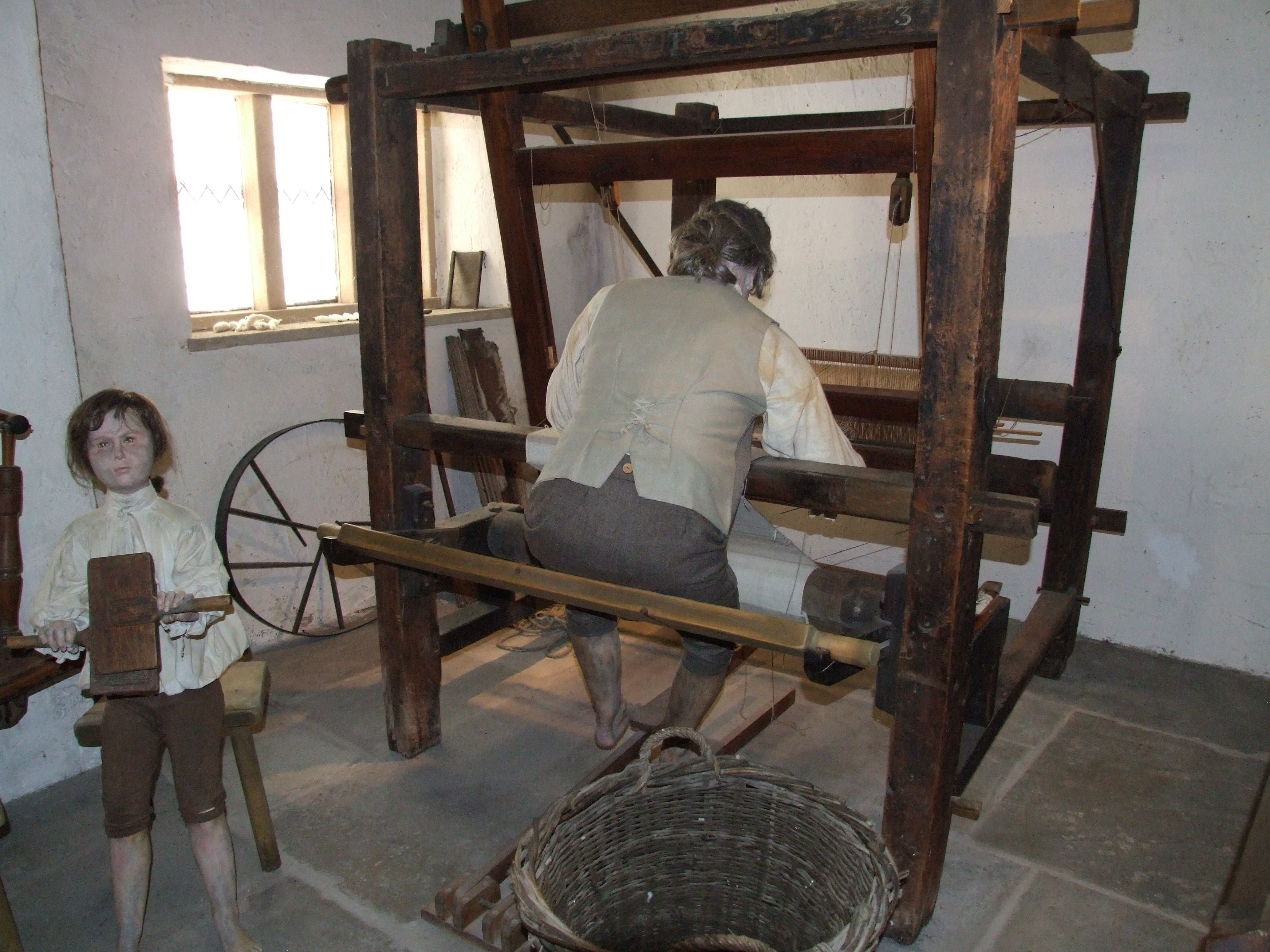
Husfadern stod för det tyngsta och viktigaste handvävningsarbetet.

I de flesta länder i Europa var majoriteten av de lägre klasserna bönder men i England var de lönearbetare. Även om många arbetare fortfarande försörjde sig som egenföretagare var hälften av alla hushåll beroende av löneinkomster. Förlagssystem och industrialiseringen medförde att gapet mellan ägare och arbetare vidgades. Det var sällan möjligt att som tidigare i hantverksyrkena gradvis förbättra sina levnadsvillkor genom en över åren alltmer utvecklad yrkesskicklighet; att gå från lärling till gesäll till mästare blev allt svårare. Handvävning gav sysselsättning som hela familjen kunde delta i. I sådana områden tenderade familjerna att bli större därför att barnen var värdefulla som arbetskraft. Arbetarna livnärde sig ofta genom att en uppsättning tillfälliga, säsongsmässiga arbeten mer eller mindre på deltid. Jordbruksrationaliseringarna försämrade lantarbetarnas levnadsstandard vilken stadigt sjönk under perioden. När allmänningarna försvann förlorade allt fler tillgång till vedbrand, en ko som gav mjölk eller höns som gav ägg. Årsarbetarna i lantbruket blev även färre; driftiga arrendatorer anställde hellre säsongsvis arbetskraft (dagkarlar) när jordbruksårets arbetstoppar krävde det. Ett resultat var inflyttning till industriområdena, där främst kvinnor och barn efterfrågades som arbetskraft. Ett annat var att många lantarbetare var i behov av fattigvård under delar av året för att överleva.
| Yrke eller titel                                                           | Antal hushåll | Medelinkomst per år £ |
| -------------------------------------------------------------------------- | ------------- | --------------------- |
| Fabriksarbetare, byggnadsarbetare, hantverkare                             | 445,726       | 55                    |
| Gatuförsäljare, gårdfarihandlare                                           | 800           | 40                    |
| Gruvarbetare, kanalgrävare, m.fl.                                          | 40,000        | 40                    |
| Sjömän i handelsflottan, fiskerierna, flodsjöfarten, kanalsjöfarten, m.fl. | 52,906        | 40                    |
| Marinsoldater och sjömän i örlogsflottan                                   | 49,393        | 38                    |
| Arbetare i jordbruket inklusive inkomst från kvinnornas lönearbete         | 340,000       | 31                    |
| Underofficerare och soldater inklusive lantvärnet                          | 121,985       | 29                    |
| Summa                                                                      | 1,002,000     | -                     |

1. ↑  Inkomstvärdet av £40 motsvarar £38,880 år 2013.

- Källa: [3] [8]

## Sjunde klassen: Fattiga

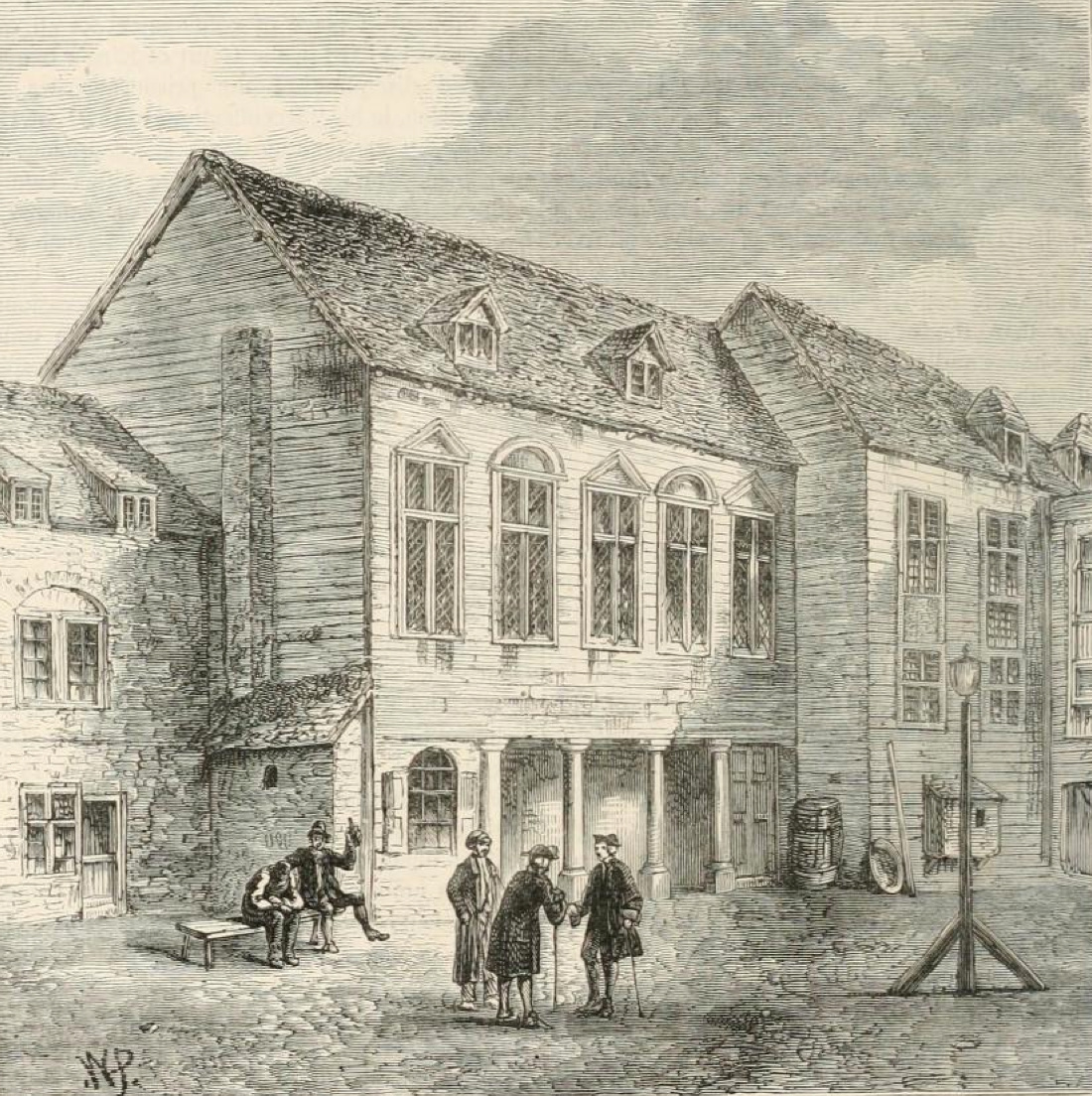
Gäldfängelset Marshalsea var förvaringsplats för de som drabbats av en ofta mycket dramatisk nedåtgående social rörlighet.

På gränsen mellan arbetare och fattighjon stod the Secret People; alla de som levde i landsbygdssamhällenas utkanter och försörjde sig med mer eller mindre legitima sysselsättningar utanför överhetens kontroll men med anspråk på fattighjälp. I samhällets botten stod trasproletariatet med tiggare, småtjuvar och lösdrivare.
| Yrke eller titel                                                                                       | Antal hushåll | Medelinkomst per år £ |
| --- | ------------- | --------------------- |
| Fängslade bankruttörer                                                                                 | 2,000         | 45                    |
| Dårhushjon                                                                                             | 2,500         | 30                    |
| Militära pensionärer                                                                                   | 30,500        | 20                    |
| Fattiga av eget arbete                                                                                 | 260,179       | 10                    |
| Lösdrivare, zigenare, slödder, luffare, tjuvar, svindlare, falskmyntare, fängelsekunder, prostituerade | 175,218       | 10                    |
| Summa                                                                                                  | 471,000       | -                     |

1. ↑  Inkomstvärdet av £10 motsvarar £9,721 år 2013.

Tabellen är baserad på 1801 års folkräkning och 1803 års fattighjonsräkning.
- Källa: [3] [8]

## Tjänstefolk
Utanför de sociala tabellerna stod åtta- till niohundratusen manliga och kvinnliga tjänare vilka räknades som tillhörande sina arbetsgivares hushåll. De flesta tjänare var kvinnor. Manliga tjänare var framförallt en statussymbol och de högre klasserna anställde så många de kunde för att demonstrera sin sociala ställning. Kvinnliga tjänare i de lägre klasserna däremot anställdes framförallt för att avlasta husfrun arbete. Eftersom manliga tjänare betraktades som en lyx belades de med en överflödsskatt från 1777; kvinnliga tjänare beskattades från 1785, men på grund av de ständiga klagomålen mot denna skatt upphävdes den redan 1792. Detta gjorde att männens andel av tjänarstaben generellt minskade. En skatteskärpning 1812 påskyndade denna tendens och de flesta medelklasshushåll fick nöja sig med kvinnliga tjänare.
Små hushåll på sjuttonhundratalet som tillhörde den lägre medelklassen hade vanligen en enda kvinnlig tjänare, en huspiga. Fanns det ytterligare tjänstefolk var det oftast ett barn, som inte hade någon kontantlön alls eller bara mycket lite. I större hushåll fanns det kanske ett par huspigor som lagade mat, städade och gjorde andra saker. Fanns det tre eller fyra tjänare kunde en av dem vara en manlig betjänt. Ett modest hushåll kunde ha en kusk, en betjänt som också var trädgårdsdräng, en gosse, en kokerska och en huspiga. Hos aristokratin och gentryn fanns det en uppsjö av tjänstefolk, ända upp till 30 eller 40 manliga tjänare på ett stort lantgods.
Tjänarnas löner betalades ut kvartalsvis eller med ännu längre intervaller. Avlöningen varierade betydligt beroende på kompetens, erfarenhet och anställningsår. I städerna var lönerna högre än på landet och stora och förmögna hushåll betalade också bättre. Förutom den kontanta avlöningen fick tjänstefolket mat, husrum och arbetskläder. Kvinnliga tjänare hade lägre lön än manliga.  Framförallt manliga betjänter i stora och rika hushåll kom även i åtnjutande av dricks från husbondens gäster. För många av dessa uppgick dricksen till en betydligt större summa per år än vad han fick i kontantlön av sin arbetsgivare. Under sjuttonhundratalet var lönespannen inom de viktigaste tjänarkategorierna som följer:
- Butler   £6 - £57
- Betjänt £2.10s - £21
- Kammarjungfru £5 - £20
- Husjungfru £4 - £14
- Huspiga £3 - £10

Källa: